# Михаило Јовићевић
Михаило Јовићевић (Фоча, 23. јул 1939. — Цетиње, 30. децембар 2020.) био је српски академски сликар и ликовни педагог.

## Биографија
Михаило Јовићевић је завршио 1960. Уметничку школу у Херцег Новом. Дипломирао је 1965. на Академији ликовних уметности у Београду, у класи професора Мила Милуновића. Магистрирао је конзервацију и рестаурацију код професора Милорада Медића у Београду.
Јовићевић је радио као професор у цетињској гимназији (1966–1973), кустос и конзерватор у Музејима Цетиња. Био је доцент и ванредни професор на Факултету ликовних умјетности Универзитета Црне Горе на Цетињу, и професор на Факултету визуелних умјетности Универзитета Медитеран у Подгорици. Био је и гостујући професор на Академији ликовних уметности у Требињу.
Јовићевић је радио на рестаурацији и конзервацији споменика културе, попут мозаика у Рисну и Перасту, или фресака у Пиви, Дубочици или рељефне карте Црне Горе у Цетињу.

## Самосталне изложбе
- Цетиње (1968, 1970, 1999, 2013, 2016, 2018);
- Херцег Нови (1969, 1988);
- Титоград (1972, 1980);
- Подгорица (2000, 2000–2001, 2006, 2008, 2010, 2017);
- Сполето, Италија (1973);
- Нови Сад (1976);
- Врбас (1976);
- Мостар (1984);
- Котор (1985, 2013);
- Будва (1986, 1996, 2001, 2004);
- Пераст (2001);
- Тиват (2002);
- Загреб (2004);
- Београд (2006);
- Петровац (2008);
- Требиње (2013);
- Прчањ (2013);
- Пљевља (2013);
- Бар (2017).

## Групне изложбе
- Црна Гора,
- Хрватска,
- Италија,
- Француска,
- Белгија,
- Египат,
- Тунис,
- Турска,
- Бугарска,
- СССР,
- Србија,
- Канада,
- БиХ,
- Аустрија,
- Немачка,
- Словенија.

## Награде
- Награда ЦК Народне омладине и Одбора за прославу Дана младости (1959);
- Награда Ликовног салона „13. новембар”, Цетиње (1968, 1973, 1985);
- Награда Херцегновског зимског салона, Херцег Нови (1971);
- Награда Фонда „Моша Пијаде”, Цетиње (1982);
- Награда за најбољу изложбу, УЛУЦГ (2001);
- Тринаестојулска награда (2008).

## Уметничко дело
Мада има ослонац у званичним религијама, Јовићево сликарство је израз самосвојне поетике уметника и његове персоналне „религијске“ истине. На радовима снажног експресивног израза (сликама, цртежима, објектима, инсталацијама) смењују се надреално, ониричко и метафизичко, асоцијативно и апстрактно, реално и апсурдно, ред и хаотичност. Око 2000. Јовићевић је реализовао серију радова са ликовима Богородице, инспирисане Богородицом Филермском, Христа и светитеља, које ће временом реализовати од различитих материјала. Јовићевић користи сликарске и несликарске материјале: папир, картон, платно, дрво у комбинацији са алуминијумом, лимом, огледалом, плексигласом, стаклом.... Значајан део његовог ликовног дела представљају: макете; објекти и амбијенти са мобилним деловима; забелешке – слободне креативне варијације у различитим материјалима и техникама.